# Prensa Latina
Prensa Latina (nom legal: Prensa Llatina, Agencia Informativa Latinoamericana S.A.) és una agència de notícies cubana amb seu central a l'Havana, i amb corresponsals permanents en 31 països i col·laboradors en altres desenes de nacions per a difondre informació i notícies durant les 24 hores de les més diverses temàtiques.

## Origen
Va ser fundada el 16 de juny de 1959, per iniciativa de Fidel Castro i Ernesto Che Guevara, i va comptar amb el suport del periodista argentí Jorge Ricardo Masetti, el seu primer director general. En el nucli inicial de periodistes es trobaven, entre d'altres, Gabriel García Márquez, Rodolfo Walsh, Rogelio García Lupo i Carlos María Gutiérrez.

## Publicacions
Disposa del lloc web en 6 llengües diferents per a la difusió dels seus productes i serveis informatius en diversos idiomes i formats. Un equip de periodistes, dissenyadors i correctors s'encarreguen de preparar els continguts i dissenyar més de 20 publicacions periòdiques, algunes de pròpies i altres realitzades per encàrrec. Entre elles, el setmanari ORBE, amb edicions per a Cuba, Mèxic, Veneçuela, Bolívia i El Salvador. També s'editen amb caràcter mensual Negocios en Cuba, el periòdic en anglès The Havana Reporter i les revistes Cuba Internacional, Avances Médicos de Cuba i Correos de Cuba, dirigida aquesta última als cubans que resideixen fora de l'Illa.
Coneguda comercialment pel nom de Génesis Multimedia, la gerència de Premsa Llatina, que s'ocupa de les publicacions digitals, compta amb més d'un centenar de títols publicats en suport digital, entre els quals l'Enciclopedia Cuba, amb actualitzacions cada dos anys, i els CD Che por siempre i Andar La Habana, per citar-ne alguns. També compta amb una gerència de televisió, coneguda per la sigla PLTV, dedicada a l'elaboració de materials informatius per a la seva difusió per a emissores i cadenes de televisió, principalment d'Amèrica Llatina i el Carib.
Disposa, també, d'un servei fotogràfic de més de 4 milions d'imatges actuals i d'arxiu, de Cuba i la resta del món, una redacció de ràdio amb 26 programes diaris per 150 receptors de Cuba i el món, i d'Ediciones Prebsa Llatina, productora de llibres sobre temes de ciències socials.